# Madrasa al-Sultan al-Zahir Baybars
 (mars 2025).
Madrasa al-Sultan al-Zahir Baybars est une madrassa du Sultan mamelouk Baybars au Caire en Égypte. Le complexe fut construit en 1262-1263, à proximité du  Mausolée de Malik al-Salih Ayyoub. La maddrassa fut détruite en 1874.
Plusieurs auteurs la décrive, dont Ahmad al-Maqrîzî et Evliya Çelebi, et un croquis fut réalisé par Louis-François Cassas.

## Voir également
- Architecture mamelouke

## Référence
- (en) Cairo of the Mamluks, D. Behrens-Abouseif, Ed. I.B.Tauris, 2007, P-119
- (de) Die Mamlukische Architektur in Ägypten und Syrien (648/1250 bis 923/1517) , M. Meinecke, 1992.
- (en) D. Hill et L. Golvin, Islamic Architecture in North Africa (AD-800-1500), Faber and Faber, 1976, PP-84.